# 1,2-diclorotetrafluoroetano
L'1,2-diclorotetrafluoroetano, sigla R-114, noto anche come criofluorano (DCI), è un clorofluorocarburo (CFC) avente formula molecolare ClF2C-CF2Cl. Trattasi un gas non infiammabile con un odore dolciastro simile al cloroformio che ha una temperatura critica di 145,6 °C, cui corrisponde una pressione critica di 3,26 MPa. Nella forma liquida è incolore. Viene classificato dell'IPCC e nel protocollo di Montréal fra le sostanze in grado di ridurre lo strato di ozono. Veniva usato principalmente come fluido refrigerante, propellente per aerosol, schiumogeno, e solvente (anche in soluzione con altri CFC).

## Sintesi
Viene sintetizzato per addizione di acido fluoridrico anidro a percloroetilene o per sostituzione HALEX su esacloroetano in presenza di un catalizzatore quale cloruri o fluoruri di antimonio (III o V)

## Usi
La Marina statunitense utilizza l'R-114 nei suoi refrigeratori centrifughi rispetto all'R-11 per evitare perdite di aria e umidità nel sistema. Mentre l'evaporatore di un refrigeratore carico di R-11 funziona a vuoto durante l'uso, R-114 produce una pressione di esercizio di circa 0 psig nell'evaporatore.